# Jason Barcelo
Jason Lee Barcelo (Gibraltar, 16 januari 1980) is een Gibraltarees voetbalscheidsrechter. Hij is in dienst van FIFA en UEFA sinds 2017. Ook leidt hij wedstrijden in de Gibraltar National League.
Op 29 juni 2017 leidde Barcelo zijn eerste wedstrijd in Europees verband, die ging tussen Tre Penne en Rabotnički Skopje in de eerste voorronde van de Europa League; het eindigde in 0–1 en de Gibraltarees deelde vier keer een gele kaart uit. Zijn eerste interland floot hij op 12 oktober 2019, toen Colombia met 0–0 gelijkspeelde tegen Chili in een vriendschappelijke wedstrijd. Tijdens dit duel gaf Barcelo vijf gele kaarten, aan de Colombiaan Alfredo Morelos en de Chilenen Alfonso Parot, Arturo Vidal, Mauricio Isla en Diego Rubio.

## Interlands
| Datum           | Plaats                        | Wedstrijd                | Uitslag | Competitie        | Kreeg geel | Kreeg voor de tweede keer geel en dus rood | Weggestuurd |
| --------------- | ----------------------------- | ------------------------ | ------- | ----------------- | ---------- | ------------------------------------------ | ----------- |
| 12 oktober 2019 | Alicante, Spanje              | Colombia – Chili         | 0 – 0   | Vriendschappelijk | 5          | 0                                          | 0           |
| 29 maart 2022   | San Pedro del Pinatar, Spanje | Liechtenstein – Faeröer  | 0 – 1   | Vriendschappelijk | 4          | 0                                          | 0           |
| 5 juni 2022     | Murcia, Spanje                | Saoedi-Arabië – Colombia | 0 – 1   | Vriendschappelijk | 3          | 0                                          | 0           |
| 9 november 2022 | Marbella, Spanje              | Qatar – Albanië          | 1 – 0   | Vriendschappelijk | 3          | 0                                          | 0           |
| 22 maart 2024   | Marbella, Spanje              | Faeröer – Liechtenstein  | 4 – 0   | Vriendschappelijk | 1          | 0                                          | 0           |
| 11 juni 2024    | Murcia, Spanje                | Noord-Ierland – Andorra  | 2 – 0   | Vriendschappelijk | 5          | 0                                          | 0           |

Laatst bijgewerkt op 28 maart 2024.